# Cáñar
Cáñar là một đô thị trong tỉnh Granada, Tây Ban Nha.